# Manaquí alablanc
El manaquí alablanc (Machaeropterus deliciosus) és un ocell de la família dels píprids (Pipridae).

## Hàbitat i distribució
Habita el bosc humit i vegetació secundària als vessants dels Andes, des de l'oest de Colòmbia central, cap al sud, fins al nord-oest de l'Equador.